# Fred Berger
Fred Berger (Viena, 5 de dezembro de 1894 — após 1961) foi um ator austríaco, que se tornou conhecido por trabalhar nas primeiras obras cinematográficas da Áustria.

## Filmografia
- Auf den Trummern des Paradieses (1920) - Obeidullah
- Die Goldene Pest (1921) - Det. James Clifford
- Face a la mort (1925) - Eric Holsen
- The Perfect Woman (1949) - Farini
- Cordula (1950)
- One Wild Oat (1951) - Samson
- Lady Godiva Rides Again (1951) - Mr Green
- The Woman's Angle (1952) - (uncredited)
- Top Secret (1952) - Russian Doctor
- No Time for Flowers (1952) - Anton Novotny
- The Case of Gracie Budd (1953) - Hermann Schneider
- To Dorothy a Son (1954) - Furrier